# Шульга Марія Петрівна
Марі́я Петрі́вна Шульга́ — українська акторка театру і кіно, актриса Київського академічного драматичного театру імені Івана Франка, дружина Євгена Коханенка.

## Загальні відомості
1938—1966 — актриса Київського академічного драматичного театру імені Івана Франка.
Під час війни мала рекордні показники за виступами перед фронтовиками: «15 жовтня 1941 року колектив театру евакуювали до Семипалатинська. Й тут одразу розпочалася робота на сцені місцевого казахського театру, виїзди до фронтовиків та місцевого населення. Франківці працювали без вихідних, що дозволило їм зібрати додатково у фонд оборони 200 тис. руб». Марія Шульга виступила 31 раз, поступившись лише Ользі Решетник (33 виступи).
Брала участь у записах радіовистав для Фонду українського радіо.
Разом з чоловіком Євгеном Коханенком (одним з фундаторів Театру ім. І. Франка) і сином Тосіком жила в акторському будинку по вулиці Ольгинській, 2/1, кв. № 10.

## Ролі в театрі
- 1933 — «Суд» В. Киршона
- 1934 — «Лісова пісня» Лесі Українки — Русалка водяна
- 1952 — «Не називаючи прізвищ» В. Минка — домробітниця Поля

## Ролі в кіно
- 1972 — «Довга дорога в короткий день» — мати Нерчіна
- 1967 — «Не судилось» (фільм-вистава) — Горпина Дзвонариха, мати Катрі
- 1966 — «Безталанна» (фільм-вистава) — Явдоха[3]
- 1962 — «Свіччинє весілля» (фільм-вистава) — Ульріка, служниця[4]